# Red Hall
Le Red Hall, en slovène : Rdeča Dvorana, est une salle omnisports située à Velenje, en Slovénie.
Construite en 1974, elle est rénovée en 1989, 1994 et 2004 à l'occasion de l'Championnat d'Europe masculin de handball 2004.
Les clubs de handball du RK Gorenje Velenje et du ŽRK Velenje (en) en sont deux clubs résidents.

## Liste des équipes sportives
- Handball: RK Gorenje Velenje et le ŽRK Velenje (en)